# Птолемеј IV Филопатор
Птолемеј IV Филопатор (грч: Πτολεμαῖος Φιλοπάτωρ) био је четврти краљ хеленистичког Египта из династије Птолемејида. Владао је Египтом као наследник Птолемеја III Еуергета од 221. до 205. п. н. е.. Током његове владавине почиње постепено слабљење Птолемејског Египта.
Птолемеј Филопатор је био син краља Птолемеја III Еуергета и Беренике II, ћерке киренског краља Мага. Већ на почетку његове владавине његова мајка је убијена, тако да је краљ од тада био под утицајем дворских фаворита и једног и другог пола. Ови дворани су подстицали Птолемејеве пороке и усмеравали његову владавину у складу са сопственим интересима. Ипак, Египат је спремно дочекао напад селеукидског краља Антиоха III Великог на Коеле-Сирију. Птолемеј је номинално предводио своју војску у победи код Рафије 217. п. н. е. после чега су северне границе његове краљевине биле осигуране од напада Селеукида.
Походи Птолемејида у Сирији окончани су захваљујући побуни домородачког становништва у Горњем Египту. На самом крају Птолемејеве владавине Горњим Египтом је 205. п. н. е. завладао фараон нубијског порекла Хугронафор. Самим тим, све до 186. п. н. е. Горњи Египат је био посебна држава ван домашаја Птолемејида.
За Птолемеја Филопатора је познато и да је био посвећен у разне оргијастичке култове, као и да је био заинтересован за књижевну делатност. Подигао је храм посвећен Хомеру и саставио трагедију на коју је његов љубимац Агатокле написао коментаре. Око 220. п. н. е. Птолемеј се, у складу са обичајима староегипатских фараона, оженио рођеном сестром Арсинојом III. И поред тога, и даље је био под утицајем љубавнице Агатоклеје, Агатоклове сестре.
Каликсен са Родоса у 3. веку пре н. е, као и Атенеј из Наукратиде у 2. веку пре н. е, су записали да је Птолемеј Филопатор саградио огроман брод познат под називом тесараконтер (буквално „четрдесет"). Број четдресет се у случају овог брода односио на број редова весла. Касније, у 2. веку нове ере и Плутарх је споменуо ово пловило у својој биографији Деметрија Полиоркета. Данас се сматра да је овај огромни брод могао бити катамаран дугачак 128 метара.
Птолемеј IV се такође спомиње у старозаветној Трећој књизи Макавеја која описује догађаје у Јерусалиму и Александрији у време битке код Рафије.

## Породично стабло
|  |                          |  |  |  |  |  |  |  |  |  |  |  |  |  |  |  |
|  | 2. Птолемеј III Еуергет  |  |  |  |  |  |  |  |  |  |  |  |  |  |  |  |
|  |                          |  |  |  |  |  |  |  |  |  |  |  |  |  |  |  |
|  |                          |  |  |  |  |  |  |  |  |  |  |  |  |  |  |  |
|  | 1. Птолемеј IV Филопатор |  |  |  |  |  |  |  |  |  |  |  |  |  |  |  |
|  |                          |  |  |  |  |  |  |  |  |  |  |  |  |  |  |  |
|  |                          |  |  |  |  |  |  |  |  |  |  |  |  |  |  |  |
|  | 3. Береника II           |  |  |  |  |  |  |  |  |  |  |  |  |  |  |  |
|  |                          |  |  |  |  |  |  |  |  |  |  |  |  |  |  |  |
|  |                          |  |  |  |  |  |  |  |  |  |  |  |  |  |  |  |